# Zelda Schneurson Mishkovsky

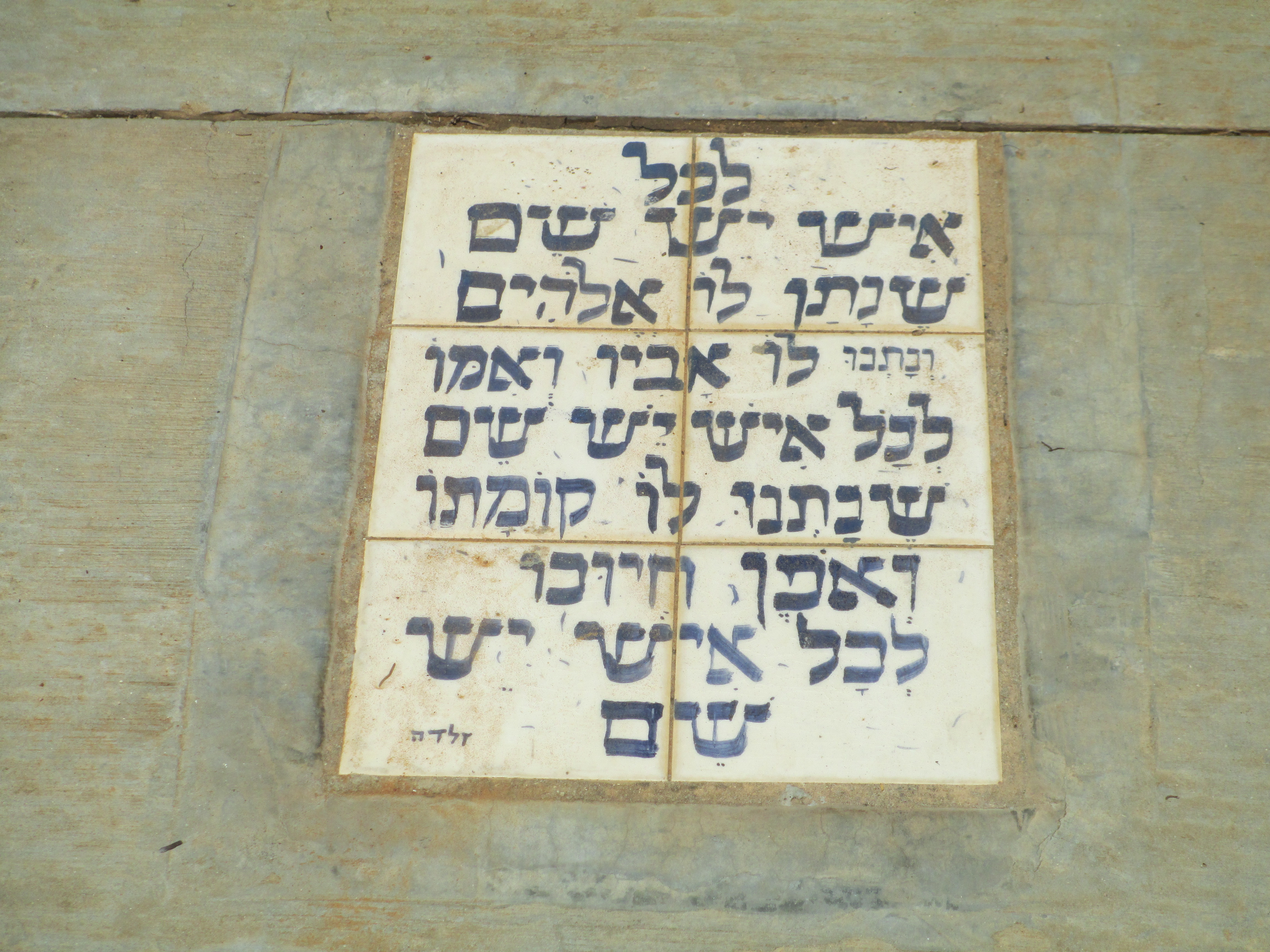
A inscrição Todo mundo tem um nome, uma das famosas poesias de Mishkovsky, no cemitério de Shafiim

Zelda Schneurson Mishkovsky (Dnipro, 20 de junho de 1914 - 30 de abril de 1984), amplamente conhecida como Zelda, foi uma poeta israelense.

## Biografia
Zelda Schneurson (mais tarde Mishkovsky) nasceu em Chernihiv, Governadoria de Chernigov, Império Russo, filha de Sholom Shneerson e Rachel Hen. Seu pai era o tataraneto do terceiro Lubavitcher rebe, Menachem Mendel Schneersohn. A família se estabeleceu em Jerusalém em 1926. Sua mãe, Rachel Hen, era filha do rabino Dovid Tzvi Chen de Chernigov e descendente da dinastia sefardita de Hen-Gracian, que remonta à Barcelona do século XI.
Zelda frequentou uma escola religiosa para meninas na Palestina Britânica e depois estudou no Teachers 'College do movimento Mizrahi. Depois de se formar em 1932, ela se mudou para Tel Aviv e depois para Haifa, onde lecionou até seu retorno a Jerusalém em 1935. Em Jerusalém, ela também trabalhou como professora. Em 1950, ela se casou com Hayim Mishkovsky e a partir de então se dedicou à escrita. Um de seus alunos foi Amos Klausner, mais tarde o romancista Amos Oz, que escreveu em suas memórias A Tale of Love and Darkness que tinha uma queda por ela na escola. Anos após a formatura, ele a visitou em casa (ela ainda morava no mesmo endereço) e ficou profundamente emocionado por ela ainda se lembrar de como ele gostava de sua limonada.
O primo-irmão de Zelda era o rabino Menachem Mendel Schneerson, o sétimo rebe de Chabad.

## Carreira literária
Penai, sua primeira coleção de poesia, foi publicada em 1967. Com suas imagens emotivas e contemplativas tiradas do mundo do misticismo judaico, hassidismo e contos de fadas russos, esta coleção estabeleceu sua reputação no mundo literário. Seus poemas, altamente espirituais, mas ao mesmo tempo muito diretos, coloridos e precisos, tocaram os corações dos religiosos e seculares.
Em 2004, uma coleção de poesia de Zelda apareceu em tradução inglesa: The Spectacular Difference: Selected Poems of Zelda, traduzido e editado por Marcia Falk (Hebrew Union College Press).